# LGBT de l'immigration en France
Pour des articles plus généraux, voir LGBTI et Immigration en France.
Les personnes LGBT de l'immigration en France sont des personnes LGBT qui ont immigré ou sont descendantes de parents immigrés. Elles sont souvent confrontées à des problématiques spécifiques liées à leur statut social, familial et économique. 

## Contexte et définition
Les personnes LGBT de l'immigration en France sont soit des descendantes de parents immigrés de première génération, soit des personnes quittant leur pays pour des raisons politiques et économiques, pour fuir un milieu familial oppressif, ou pour vivre leur orientation dans un pays où l'homosexualité est légale.

## Lesbiennes

### Intersectionnalité des discriminations
L'intégration dans les milieux LGBTIQ militants est parfois aussi rendue difficile, ces milieux fermés ayant développé une culture et des codes qui leur sont propres, et étant composés pour les lesbiennes en majorité de femmes blanches. Le racisme s'ajoute éventuellement à l'homophobie. En effet, une croyance commune selon laquelle les femmes blanches seraient plus émancipées peut conduire à la stigmatisation des femmes, par exemple maghrébines, présentées comme soumises à des comportements sexistes dans leur communauté d'origine, alors que la réalité est plus complexe. On retrouve un avatar colonial investi d'une mission de civilisation des femmes musulmanes, thématiques parfois porté par un courant du féminisme libéral. Ces conceptions sont relayées au niveau des politiques d'accueil des demandeuses d'asile et de l'aide sociale : dans les années 2000 en France, les dispositifs d'aide mis en place par l'État ciblent spécifiquement les femmes issues de l'immigration et font de l'émancipation féminine un facteur d'intégration. Historiquement également, en pleine période coloniale, en 1850, une sexualité dite « orientale » stigmatise l'homosexualité entre hommes en Afrique.
Dans ce cadre, la particularité des lesbiennes issues de l'immigration les met en porte-à-faux à la fois dans leur communauté culturelle d'origine et dans leur nouvelle communauté, avec une difficulté de construction d'un discours identitaire autonome, favorisant leur invisibilisation.

### Problématique spécifique lors des demandes d'asile
Lorsque le pays d'accueil intègre des normes genrées dans ses procédures administratives, la place d'une femme ne répondant pas à ces normes pose problème. En effet pour une femme sans qualification ni diplôme, seul le mariage avec un homme français peut permettre d'accéder à un séjour régulier et légal en France, ce qui discrimine par ailleurs les femmes lesbiennes. L'État français fait en effet depuis longtemps dépendre la régularité du séjour de regroupement familial en fonction du statut des maris, pères ou enfants ce qui force les femmes lesbiennes à entrer dans la conjugalité hétérosexuelle.

## Gays et relations entre hommes

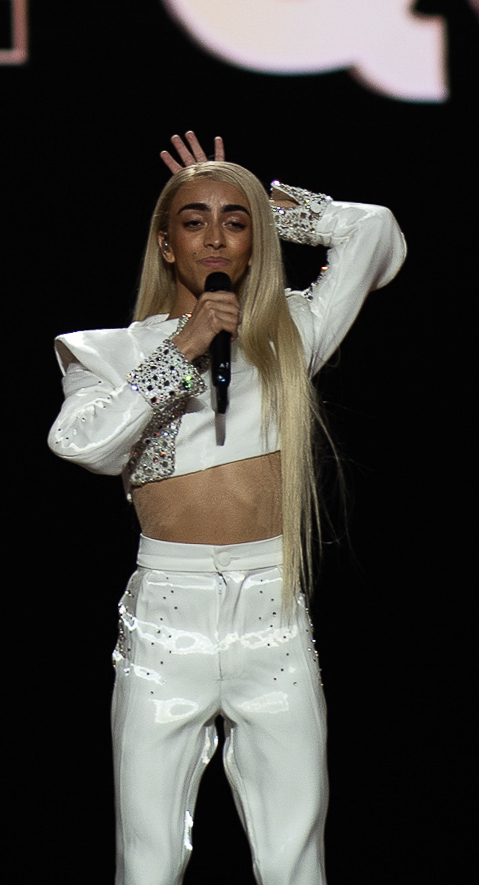
Bilal Hassani, chanteur d'origine marocaine et ouvertement gay, représentant de la France à l'Eurovision 2019.

Si des sous-groupes existent en fonction de l'origine, le mode d'obtention de la nationalité française n'a que peu d'importance ; ainsi, la communauté des hommes gays d'origine maghrébine a des pratiques culturelles communes, que les personnes soient nées françaises, naturalisées françaises, ou vivant en France sans avoir la nationalité, même si ce statut a d'autres répercussions. Ainsi, si beaucoup d'hommes gays issus de l'immigration maghrébine sont en rupture familiale, et que celle-ci s'accompagne souvent d'une déscolarisation, les homosexuels nés au Maghreb sont proportionnellement plus nombreux à se prostituer en raison de la difficulté à trouver d'autres sources de revenus compatibles avec leur statut de clandestin.
La majorité des hommes gays d'origine maghrébine ne révèlent pas leur homosexualité à leur entourage ; si certains peuvent se confier à un frère ou une sœur de confiance, le coming-out aux parents est très minoritaire. Ils sont par exemple nombreux à mener une double vie : relation hétérosexuelle la semaine dans la banlieue parisienne où ils vivent, relations homosexuelles dans les lieux gays de la capitale le week-end. Une partie d'entre eux en vient à ne pas se considérer comme homosexuels, identité qu'ils considèrent comme par nature occidentale et incompatible avec leurs identités arabes et/ou amazighs ; ils voient leurs relations sexuelles comme simplement des expériences de jeunesse qui ne remettent pas en cause leur aspiration à fonder une famille hétérosexuelle.
Mehammed Amadeus Mack note l'émergence dans la culture arabe urbaine française une prépondérance de l'affirmation de la virilité et spécifiquement des rencontres viril-discret-pour-viril-discret, qui coexistent avec un minorité affirmant sa féminité.
Depuis au moins le début du XXIe siècle, la socialité gay spécifique aux hommes issus de l'immigration, qui s'exprime par des soirées spécifiques, dans des bars ou des lieux de sexualité récréative. Pour les soirées, elles se déroulent soit dans des bars spécialisés, tels que le Saint-Arnaud, soit dans des soirées thématiques de bars gays « généralistes » (soirée « blacks blancs beurs » ou BBB au Folie's Pigalle, soirée orientale au Banana Café, « Breakin' » au Queen ou « StreetLife » au Twin's),. Ces soirées, outre leur aspect festif, revêtent un aspect militant, en permettant de montrer l'existence d'une communauté gay multi-ethnique. Lors de la première décennie des soirées BBB, celles-ci avaient leurs horaires calés sur ceux du réseau RER afin de permettre aux LGBT de banlieue de rentrer facilement chez eux.
Les lieux de sexualité récréative, que sont les saunas gays et les sex clubs, quant à eux, sont plutôt des lieux où les questions identitaires peuvent disparaître grâce à l'anonymat offert, bien qu'il puisse aussi exister une forme de fétichisme des gays blancs envers les hommes d'origine maghrébine, en particulier lors des évènements thématiques. Enfin des rencontres s'organisent aussi via internet que ce soit sur des sites gays généralistes ou ethniquement spécialisés. Plus les hommes considèrent leurs relations sexuelles avec d'autres hommes comme des passades non révélatrices de leurs identités, plus ils fréquenteront les sites internets et lieux de sexualité récréative préférentiellement aux autres lieux de sociabilité gay. 
Les forêts d'Île-de-France sont aussi un fort lieu de cruising pour les banlieusards, en particulier ceux qui se sentent exclus du milieu gay parisien : hommes mûrs, bisexuels et hétérosexuels curieux.
Elle s'accompagne de discours et de prises de positions publiques, par exemple les discours et œuvres de l'écrivain marocain installé en France Abdellah Taïa ou encore de Brahim Naït-Balk ou par une existence associative, en particulier Kelma.

## Relations familiales
Pour les descendants de parents immigrés de première génération se pose la question délicate de leur coming out dans un contexte familial souvent stigmatisé (par exemple en ce qui concerne les descendantes africaines et maghrébines) pour une éducation promulguant des rôles traditionnels différents entre femmes et hommes.
Pour les autres, des questions intersectionnelles de légalité du séjour, de précarité et de discrimination raciale peuvent s'ajouter à la problématique de l'acception de leur orientation sexuelle.
Les relations familiales sont marquées pour les personnes dont les parents sont issus de l'immigration par une certaine loyauté filiale envers leurs parents en France qui est parfois prioritaire relativement à la manifestation publique de leur orientation sexuelle. Ceci les place dans des situations difficiles par rapport à la priorité du discours homosexuel dominant de la nécessité du coming out. Certaines d'entre elles développent des parcours visant le contournement du coming out, afin de ne pas stigmatiser davantage leur famille d'origine, déjà parfois affectée par les questions de racisme.

## Militantisme

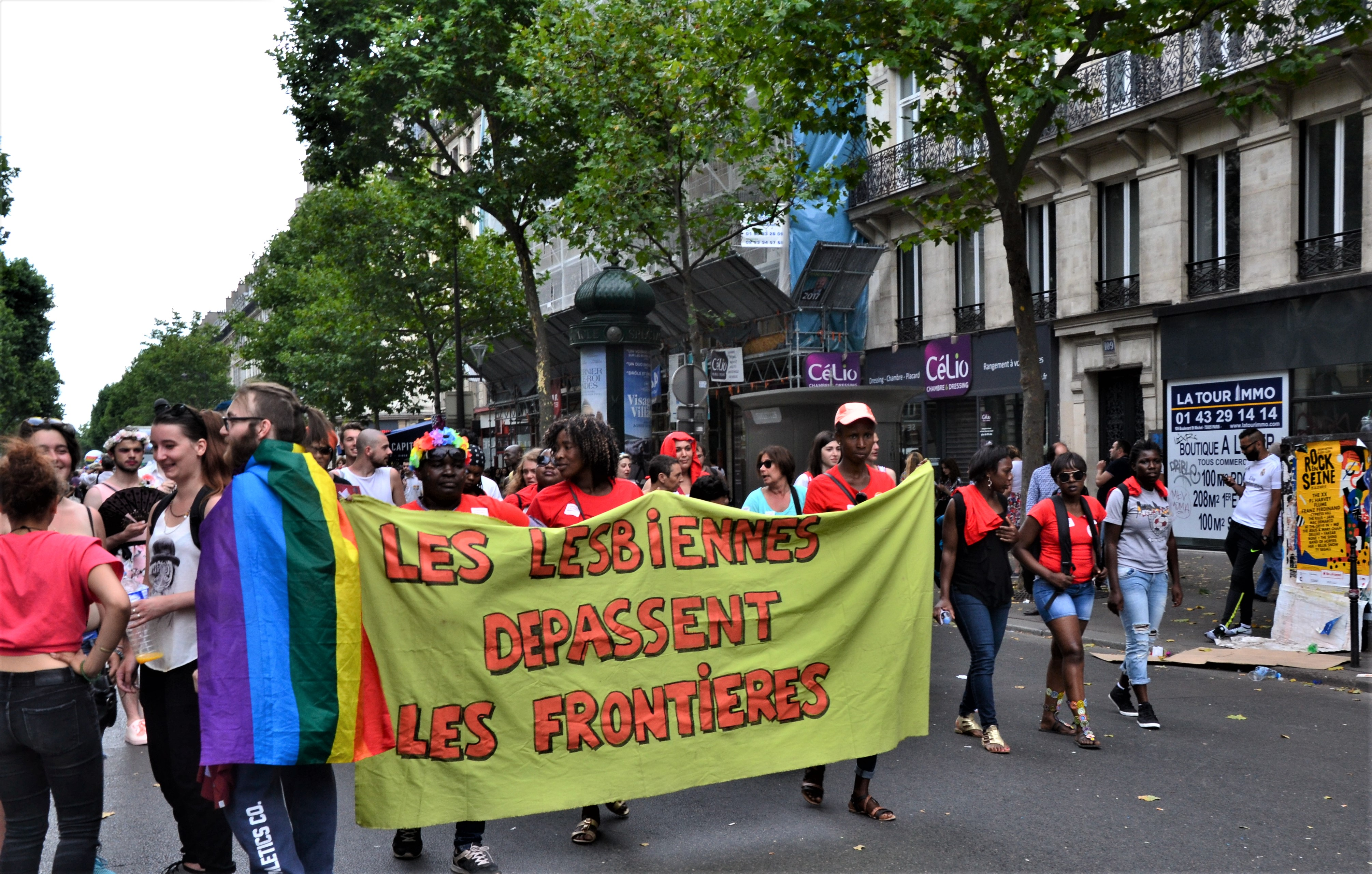
Les Lesbiennes dépassent les frontières à la marche des fiertés de Paris 2017.

Des associations venant en aide aux lesbiennes de l'immigration ont été créées, notamment Lesbiennes contre les discriminations et le racisme (LDR), les Lesbiennes of Color (LOC) créée en 2005 par une djiboutienne, et Les lesbiennes dépassent les frontières en 2011.
En 2005 le Groupe Asile Femmes (GRAF) est co-fondé par Sabreen Al’Rassace, cette dernière ayant par ailleurs œuvré au sein de LDR et LOC. Le GRAF a pour objectif d'introduire la prise en compte des questions de genre dans l'accueil des demandeuses d'asile en France. Un guide d'accueil est publié, incluant deux chapitres dédiées aux femmes victimes de discrimination en raison de leur orientation sexuelle.
Le groupe LOC a critiqué la propension des femmes blanches à parler en lieu et place des femmes racisées.
Les associations se mobilisent pour que la problématique des lesbiennes sans-papiers et l'aspect politique et spécifique des persécutions envers les lesbiennes soient mieux prises en compte par l’Office français de protection des réfugiés et apatrides (OFPRA) et la Cour nationale du droit d'asile lors des demandes d'asile. Le CRR reconnait des persécutions spécifiques envers les femmes comme : non-excision, refus d’un mariage forcé, lesbianisme.

## État des recherches
Ce sujet de recherche est récent en France. La première occurrence d'un groupe de travail dit « Groupe du 6 novembre » issu des milieux militants associatifs est attestée de 1999 à 2005 et réunit des lesbiennes issues de la colonisation, de l’esclavage et de la migration forcée et a pour objectif de dénoncer le racisme au sein des mouvements féministes et lesbiens.
Le chercheuse Salima Amari tente de rendre visible ces groupes spécifiques et de leur donner une voix à travers ses recherches et rendre compte de ces problématiques complexes. Les problématiques sont souvent reliées au féminisme intersectionnel.

## Personnalités liées
- Dalila Kadri Cheriet (1949-2017), cinéaste, poétesse et écrivaine française.
- Camille Farrah Lenain (1990-), photographe de la communauté LGBTQIA+ française de culture musulmane